# شهرستان ویلر (تگزاس)
ویلر یکی از شهرستان‌های ایالت تگزاس می‌باشد.
این شهرستان در شمال این ایالت است.
جمعیت این شهرستان در سال ۲۰۱۰ میلادی معادل ۵۴۱۰ نفر بود.